# پودر تیتانیوم
متالورژی پودر تیتانیوم (به انگلیسی: Titanium Powder Metallurgy) به تولید پودر تیتانیوم و فشرده سازی آن تحت شرایط خاص برای تولید قطعات مختلف تیتانیومی گفته می‌شود. متالورژی پودر تیتانیوم امکان ایجاد قطعات نزدیک به شکل نهایی یا دقیقاً شکل نهایی را بدون کاهش ماده و هزینه مربوط به ماشین‌کاری اجزاء پیچیده از شمشی که کار روی آن انجام شده‌است فراهم می‌کند. تیتانیوم به دلیل ویژگی‌های جذابی مانند چگالی کم، خواص مکانیکی خوب و مقاومت به خوردگی عمومی، انتخاب طراحی برای بسیاری از کاربردهای هوا فضایی و غیر هوا فضایی است اما تولید، ساخت و ماشینکاری تیتانیوم گران است.
پودرهای تیتانیومی به دو روش تولید می‌شوند: روش Blended Elemental و روش Pre-Alloyed. سپس پودرهای تولیدی توسط روش‌هایی چون قالبگیری تزریق فلز (به انگلیسی: Metal Injection Molding)، پرس ایزواستاتیک گرم (به انگلیسی: Hot Isostatic Pressing)، نورد پودری مستقیم یا از طریق لیزر (به انگلیسی: Laser Engineered Net Shaping) یکپارچه می‌شوند.

## روش Blended Elemental
روش سنتی تولید پودر تیتانیوم توسط فرایند کرال انجام می‌گیرد که شامل کلرینه کردن کانه TiO2 در حضور کربن و واکنش TiCl4 بدست آمده با منیزیم برای تولید تیتانیوم اسفنجی است. این فرایندها در دماهای بالایی چون ۱۰۴۰ درجه سانتیگراد انجام می‌گیرند. رنج اندازه ذرات اسفنجی از ۴۵ تا ۱۸۰ میکرومتر، با ذرات ~۱۵۰ µm که به آن‌ها فاینهای اسفنجی گفته می‌شود. این فاینها به شکل نامنظم هستند و یک تخلخل آن یک مورفولوژی شبه اسفنجی دارد. تیتانیوم تتراکلرید بدست آمده توسط تقطیر و عملیات شیمیایی خالص سازی می‌شود و پس از آن به تیتانیوم فلزی احیا می‌شود.
در بسیاری از تولیدات جهان، فلز منیزیم را به عنوان عامل احیاکننده تحت دو فرایند که توسط کرال توسعه یافته‌اند بکار می‌گیرند. فرایند تبدیلی که از فلز سدیم استفاده می‌کند، توسط هانتر توسعه یافته‌است. این فرایندها از نظر شیمیایی یکسان اند اما در جزئیات عملی با هم تفاوت دارند.
برای فرآهم کردن ذرات اسفنجی سخت به وسیلهٔ سینتر کردن، واکنش نهایی هر دو فرایند در دماهای بالا مثل ۱۰۴۰ درجه سانتیگراد تکمیل می‌شود. در فرایند کرال، به منیزیم کلرید گداخته شده به دلیل آزاد کردن ظرفیت عامل اضافی و ساده‌تر کردن بازیافت منیزیم کلرید، معمولاً به آن ضربه زده می‌شود. بیشتر نمک ته‌نشین شده به وسیلهٔ تقطیر در خلاء یا، بعد از سرد کردن، به وسیلهٔ شست‌وشو با آب حذف می‌شود. در فرایند هانتر، سدیم کلرید معمولاً تنها با شست‌وشو با آب حذف می‌شود.
اندازه ذرات به وسیلهٔ فرایندهای عملیاتی و خردایش کنترل می‌شود، و به استفاده نهایی، از رنج قطعات درشت تا پودرها بستگی دارد. مش ۱۰۰- پودرها معمولاً به اصطلاح «فاینهای اسفنجی» گفته می‌شود و ماده اولیه مورد استفاده در روش Blended Elemental متالورژی پودر است. افزودنی‌های آلیاژی معمولاً به صورت یک آلیاژ پودری به این فاینها اضافه می‌شود تا به ترکیب مورد نظر برسند.
ترکیب مخلوط پس از آن به صورت سرد زیر فشارهائی تا ۴۱۵ مگاپاسکال تا یک چگالی مناسب ۸۵ تا ۹۰ درصدی فشرده می‌شود. فشرده سازی یا به صورت ایزواستاتیکی یا به وسیلهٔ فشار مکانیکی نسبتاً ساده و یک دایکست سخت انجام می‌شود. ترکیب مخلوط فشرده شده معمولاً در خلأ در دمای ۱۲۶۰ درجه سانتیگراد سینتر می‌شود تا چگالی را به ۹۵ تا ۹۹٫۵ درصد چگالی نظری افزایش دهد، که به ذرات فشرده ساز استفاده شده و ترکیبات همگن شده بستگی دارد.
افزایش بیشتر در چگالی می‌تواند به وسیلهٔ پرس کردن ایزواستاتیکی گرم قطعات سینترشده بدست آید که معمولاً خواص مکانیکی را بهبود می‌بخشد. فرایند پرس کردن ایزواستاتیکی ترکیبی معمولاً به پرس کردن ایزواستاتیکی سرد/گرم مربوط می‌شود. این روش قطعات را اقتصادی تر از ریخته‌گری و فرایندهای شکل دهی تولید می‌کند. اما تخلخل (حتی بعد از پرس کردن ایزواستاتیکی گرم) باعث کاهش در خواص آغازین آن مانند خستگی می‌شود که این محصولات را برای کاربردهای مورد نظر نامناسب می‌کند.
کلریدهای باقی مانده با این محصول (منیزیم یا سدیم، بستگی به فرایند که کرول یا هانتر استفاده شده برای تولید تیتانیوم اسفنجی) از رسیدن چگالی به ۱۰۰ درصد جلوگیری می‌کند. زمانی که در طول فشرده سازی با سینترینگ یا پس از سینترینگ گرما داده شد، کلریدها گازی می‌شوند؛ آن‌ها به تیتانیوم جذب نمی‌شوند و نمی‌توانند کاملاً فشرده شوند، در نتیجه، این کار به تخلخل منجر خواهد شد.

## روش Pre-Alloyed
این روش شمال خرد کردن ماده اولیه و فرایند پلاسما با الکترود چرخنده است.

### خردایش
تیتانیوم خالص تجاری و آلیاژهای تیتانیومی معمول مثل Ti-6Al-4V معمولاً داکتیل کامل هستند و از این رو به آسانی متمایل به پودرشدن به صورت فاین را ندارند. اما، تیتانیوم یک تشکیل دهنده هیدرید است و می‌تواند به آسانی با حضور هیدروژن به یک حالت ترد تبدیل شود که اجازه می‌دهد پودر شدن به آسانی انجام گیرد. به این فرایند، فرایند هیدرید-دی هیدریدی گفته می‌شود.
فرایند هیدرید-دی هیدریدی از مواد اولیه متنوعی مانند شمش، بیلت، قراضه جامد یا براده‌های ماشینکاری استفاده می‌کند که معمولاً ماده اولیه سبک وزنی مانند براده‌های ماشینکاری (چیپ‌ها) ترجیح داده می‌شود. چیپ‌ها به دقت فرآوری می‌شوند تا حداکثر مقدار ممکن ماده خارجی را حذف کنند. این شامل ارزیابی X-ray و حذف آلاینده‌های با چگالی زیاد مثل قطعات ابزاری ریز کاربید تنگستن می‌باشد. سپس، چیپ‌های تمیز شده هیدروژن دهی می‌شوند و دسته جمعی تحت یک اتمسفر آرگونی در آسیاب گلوله‌ای مدل ارتعاشی خرد می‌شوند. شرایط هیدروژن دهی عادی برای ۲۵ کیلوگرم براده ماشینکاری Ti-6Al-4V ۴۰۰ درجه سانتیگراد، ۰٫۰۰۷ مگاپاسکال به مدت چهارساعت است.
ذرات پودری به شکل گوشه‌دار هستند و معمولاً یک افزایش در محتوی اکسیژن ۷۰۰ تا ۸۰۰ ppm در مواد اولیه نشان می‌دهد. پودر همچنین ممکن است دارای آلاینده‌هایی مثل آهن (از طریق سایش تجهیزات)، پیچهای رنگی، فلس‌های زنگ زده، خاک، گردوغبار، و پرز باشد که آن‌ها را برای استفاده در کاربردهای خواسته شده مثل موتورهای هواپیمایی بحرانی و اجزای ساختمانی نامناسب می‌کند. شکل گوشه‌ای ذرات پودر یک عیب برای سیلان و فشرده سازی است. سیلان ذره به دلیل پل‌سازی ذرات گوشه‌ای محدود شده‌است و چگالی فشرده سازی کمتر است و تا حدی استحکام کمتر از حالتی است که با ذرات کروی است. اما فشرده سازی سرد با ذرات گوشه‌ای امکانپذیر است. پودرهای تولید شده با این روش نسبتاً ارزان هستند.
سابقاً، پودر هیدرید شده فقط بعد از هیدروژن دهی استفاده می‌شد. اما اخیراً ثابت شده‌است که آغاز کردن با پودر در شرایط هیدروژن دهی و در کنترل ریزساختار برای فشرده سازی توسط هر دو پرس گرم و گرم ایزواستاتیکی در فرایند مزایایی را فراهم می‌کند (فشار و/یا دمای فشرده سازی کمتر). در زمان پرس کردن گرم در خلاء، هیدروژن در زمان سیکل فشرده سازی حذف می‌شود. در حالت پرس شدن ایزواستاتیکی گرم، هیدروژن در تیتانیوم در زمان فشرده سازی باقی می‌ماند. بعد از هردو فرایند، یک آنیل نهایی در خلاء برای پایین آوردن هیدروژن زیر مقدار خاصی (معمولاً زیر ۱۲۵ ppm) لازم است.

### اتمیزه کردن
برای تولیدات با کیفیت بالا، نزدیک به شکل نهایی به وسیلهٔ پرس ایزواستاتیک گرم یا فرایندهای دیگر پرس گرم، پودرهای prealloyed کروی که بدون ذرات خارجی مضر است لازم است.
در مقابل ذرات پولکی یا گوشه‌ای و پودرهای کروی با حداقل تمایلات پل‌سازی آسانتر سیلان می‌یابند و به چگالی مستحکمی فشرده سازی می‌شود (تقریباً ۶۵ درصد). این مشخصات به تولید مجدد ابعادی قطعه به قطعه عالی منجر می‌شود. به دلیل احیاپذیری بالای تیتانیوم در حالت گداخته، فعلاً تولید پودر از حجم زیادی از فلز مذاب (به عنوان مثال اتمیزه کردن گازی) دست یافته نشده‌است. به جای آن، فلز به‌طور موضعی ذوب شده، و به‌طور ریشه‌ای به دلیل نیروهای گریز از مرکز خارج شده و سرد شده‌است تا ذرات کروی را شکل دهد (اتمیزه کردن با نیروی گریز از مرکز).
معمولاً امروزه از فرایند الکترود چرخنده پلاسمایی به صورت تجاری استفاده می‌شود. این فرایند دارای مزایای بیشتری نسبت به فرایند الکترود چرخنده قبلی دارد، که در آن، پودری تولید می‌شود که به ذرات تنگستن از کاتد آلوده نیست.

## توسعه فرایندها
اگرچه تولید پودر آلیاژهای تیتانیوم به روشهای Blended Elemental و Pre-Alloyed پیشرفت‌های زیادی در ده سال اخیر از خود نشان داده است، تعدادی از توسعه‌های جدید در حال انجام است. در روش Blended Elemental، مشکل اصلی که باید رفع گردد، حذف تخلخل است که خواص مکانیکی مربوطه به آغاز کار مثل خستگی را کاهش می‌دهد. روش‌های تولید اسفنج، همانند فرایند الکترودی، محصولی ارائه می‌دهد که پایین آورنده حجم (تا تقریباً ۱۰۰ ppm) در محتوی کلرید در مقایسه با اسفنج متداول است. اما، این مقدار به حدی کم نیست که تخلخل را حذف کند و رفتار خستگی را بهبود بخشد.
برای بهره‌برداری‌های مناسبتر، روشهای جدید تولید پودر تیتانیوم باید توسعه یابند. حجم زیادی از فلز گداخته لازم است تا همگن شدن را تضمین کند. این پس از آن باید یا به روش هدایت به یک لایه سرد شده یا با همرفت (اتمیزه کردن مستقیم گازی) یا در یک اتمیزه کردن با گریز از مرکز در دو مرحله و فرایند سرد کردن گازی اجباری خوب تقسیم شود و سریع سرد شود. برای تشخیص پتانسیل آلیاژ تیتانیوم منجمد شده سریع، دولت توسعه روش‌های پودرسازی تیتانیوم با انجماد سریع قسمتهای بحث شده در بالا را آغاز کرده‌است.